# Heinrich von Eck
Heinrich Adolf von Eck, född 13 januari 1837 i Gleiwitz, Oberschlesien, död 11 mars 1915 i Stuttgart, var en tysk geolog och paleontolog.

## Biografi
Eck studerade 1858–61 hos Ferdinand von Roemer i Breslau. Han blev filosofie doktor 1865 och privatdocent 1866. År 1871 blev han professor vid Polytechnikum i Stuttgart. Han beskrev triasbildningar i Tyskland, särskilt musselkalken vid Rüdersdorf bei Berlin, och utgav en geologisk bibliografi över Baden, Württemberg och Hohenzollern samt en geologisk karta över Schwarzwald.